# Cătălina Ponor
Cătălina Ponor, född 20 augusti 1987 i Constanța, Rumänien, är en rumänsk gymnast. Hon tog tre guldmedaljer, ett i lag och två individuellt, vid de olympiska spelen 2004 i Aten. Hon har även vunnit ett flertal medaljer i världsmästerskapen och europamästerskapen under mitten av 2000-talet.

## Karriär
Ponor började träna med det rumänska landslaget under 2002. Hon tog tre silver vid världsmästerskapen i Anaheim 2003. Året därpå deltog hon i de olympiska spelen där hon fick sitt stora genombrott med tre guldmedaljer. Hon vann även tre guld vid europamästerskapen i Amsterdam 2004 och ett EM-guld året därpå i Debrecen.
Efter att hon tre medaljer vid europamästerskapen i Volos 2006 meddelade Ponor att hon skulle avsluta sin karriär på grund av skador. Trots det återkom hon till träning och planerade att delta i de olympiska spelen 2008 i Peking, men i december 2007 meddelade hon att karriären var avslutad på grund av hälsoproblem. Under 2011 återupptog hon träningen och gjorde comeback vid de rumänska mästerskapen.